# أوفوس
 أوفوس (بالإنجليزية: AOUFOUS)‏ هي جماعة قروية تابعة لإقليم الرشيدية ضمن جهة درعة تافيلالت بالمغرب. بلغ مجموع عدد سكان  أوفوس حسب إحصاءات 2014 حوالي 11610 نسمة يعيشون في 2222 أسرة.
أوفوس واحة أمازيغية من واحات المغرب، تسمى «واحة زيز». تبعد عنها مدينة الراشيدية ب 45 كلم جنوبا على الطريق الوطنية رقم 13، وعلى نفس الطريق تبعد عنها مدينة أرفود ب 30 كلم شمالا، واحة خضراء في كل الفصول حتى أنه في سنة 1966 م عرفت الواحة ثلوجا، وعرفت أيضا فياضانات سنتي 1965 م و 2009 م.
يتكلم أهل المنطقة باللغة الأمازيغية. واحة سياحية تضم أشجار النخيل الذي ينتج أنواع عديدة من التمور الذي يغطي الواحة بأكملها، وتوجد أيضا بنسب متفاوتة أشجار الزيتون والعنب والرمان والمشمش والخوخ والبرقوق والأعشاب والورد والفول والذرة والفصا.
تضم الواحة عددا من القصور، التي تسمى «إغرم'» باللغة الأمازيغية، وهي: ولاد شاكر، أيت عمير، تخيامت، الكارة، زاوية أوفوس، تيدرين (القبيلة القديمة)... والكثير منها.
إداريا تعتبر أوفوس قيادة تحمل إسمها: قيادة أوفوس، تضم تحت إدارتها: جماعة أوفوس (مقر القيادة) و جماعة الرتب، واللتان تتقاسمان واحة أوفوس، وتنتمي قيادة أوفوس لعمالة إقليم الرشيدية، وينتمي إقليم الرشيدية ل جهة درعة تافيلالت منذ التقسيم الجديد لسنة 2015، وكان قبل هذا التقسيم ينتمي لجهة مكناس تافيلالت.

## الموقع
تقع جماعة أوفوس تحت خط الطول 4.177 غربا و خط العرض 31.689 شمالا، وتقع جماعة الرتب تحت خط الطول 4.201 غربا و خط العرض 31.634 شمالا.

## إحصاء عام
| السنة | عدد السكان | عدد الأسر | عدد الأجانب |
| ----- | ---------- | --------- | ----------- |
| 1994  | 12946      | 1955      | °°°°        |
| 2004  | 11506      | 1929      | 0           |